# Castilia neria
Castilia neria är en fjärilsart som beskrevs av William Chapman Hewitson 1869. Castilia neria ingår i släktet Castilia och familjen praktfjärilar. Inga underarter finns listade i Catalogue of Life.

## Bildgalleri

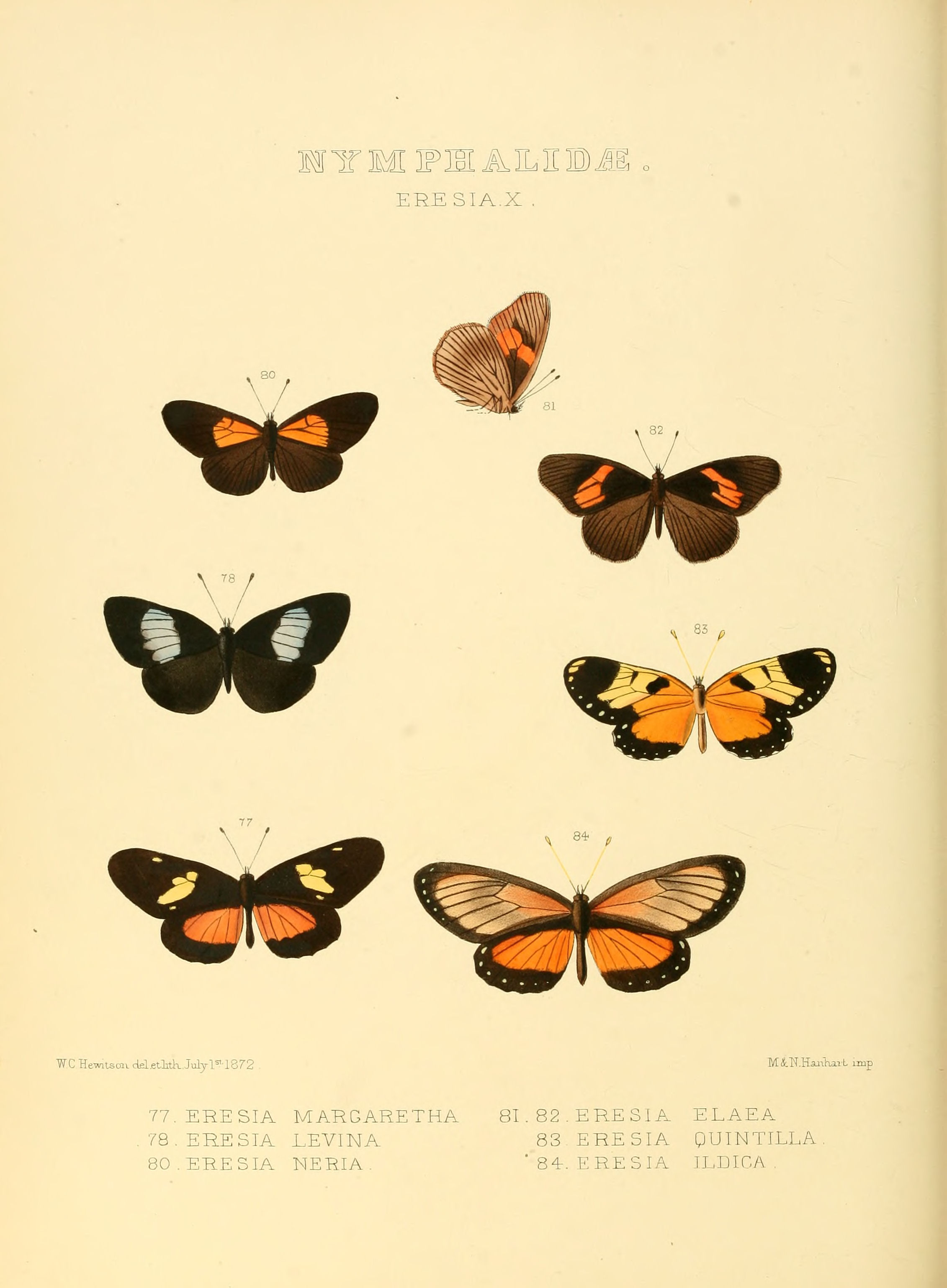